# Даніель Сундгрен
Даніель Сундгрен (швед. Daniel Sundgren, нар. 22 листопада 1990, Стокгольм) — шведський футболіст, захисник клубу «Маккабі» (Хайфа).
Відомий за виступами в низці шведських клубів, зокрема «Дегерфорс» та АІК, у складі якого став чемпіоном Швеції.

## Ігрова кар'єра
Народився 22 листопада 1990 року в місті Стокгольм. Вихованець футбольної школи клубу АІК. Зрахований до дорослої команди клубу 2008 року, утім цього року в основній команді так і не зіграв, відправившись у оренду до нижчолігового клубу «Тебі Іс». Наступного року футболіст уклав уже повноцінний контракт із клубом Супереттан «Весбю Юнайтед», утім і за цю команду він грав недовго, відправившись у оренду до клубу нижчого дивізіону «Акрополіс» (Стокгольм), а пізніше «Арамейска-Сиріанска». Пізніше повернувся до «Весбю Юнайтед», але за короткий час знову відбув на короткочасну оренду до «Акрополіса», після чого повернувся до «Весбю Юнайтед», у складі якого грав до кінця 2011 року.
У 2012 році Даніель Сундгрен став гравцем клубу Супереттан «Дегерфорс». У складі команди з Дегерфорса наступні три сезони своєї ігрової кар'єри, ставши одним із основни гравців захисту команди, та зігравши за ці три роки 110 матчів чемпіонату країни.
2016 року повернувся до стокгольмського АІКа. Цього разу став гравцем основи клубу, зігравши за три роки 90 матчів у складі команди. У 2018 році став у складі команди чемпіоном Швеції.
У 2019 році став гравцем грецького клубу «Аріс». У 2022 році Сундгрен перейшов до складу ізраїльського клубу «Маккабі» (Хайфа), в складі якого став чемпіоном Ізраїлю.

## Особисте життя
Даніель Сундгрен є сином колишнього шведського футболіста Гарі Сундгрена.
| Дата     | Місто     | Господарі | Результат | Гості      | Турнір           | Голи | Примітки |
| -------- | --------- | --------- | --------- | ---------- | ---------------- | ---- | -------- |
| 5-9-2021 | Стокгольм | Швеція    | 2 – 1     | Узбекистан | товариський матч | -    | 62'      |
| Усього   |           | Матчів    | 1         |            | Голів            | 0    |          |

## Титули і досягнення
- Чемпіон Швеції (1):

АІК: 2018
- Чемпіон Ізраїлю (1):

«Маккабі» (Хайфа): 2022–2023
- Володар Суперкубка Ізраїлю (1):

«Маккабі» (Хайфа): 2023